# 索德島
索德島（英語：Thode Island）是南極洲的島嶼，位於瑪麗伯德地，處於本滕島西北面1.9公里和普日貝謝夫斯基島以東9公里，屬於馬歇爾群島的一部分，美國地質調查局根據測量和美國海軍拍攝的空中照片繪入地圖，現時由南極條約體系管理。